# 松江相銀米子支店強奪事件
松江相銀米子支店強奪事件（まつえそうぎんよなごしてんごうだつじけん）は、1971年（昭和46年）7月23日に鳥取県米子市で発生した銀行強盗事件。本事件を扱った裁判の判決は日本の最高裁判所の判例の一つ。

## 概要
1971年7月23日、松江相互銀行（現：島根銀行）米子支店において、日本の新左翼の赤軍派4人組の強盗が猟銃（同年発生した真岡銃砲店襲撃事件で奪取されたもの）及び登山用ナイフをもって押し入り、600万円を強奪して逃走した。
同日午後10時30分頃に岡山県吉備郡昭和町で「二人の学生風の男」の目撃証言がもたらされたのを受け、総社警察署の巡査部長以下合計5人の警察官が午後11時頃から総社市内の自動車販売店営業所前の三叉路で緊急配備についた。翌24日午前0時頃、タクシーの運転手から「伯備線備中広瀬駅附近で若い二人連れの男から乗車を求められたが乗せなかった。後続の白い車に乗ったかも知れない」という通報があった。同日午前0時10分頃、その方向から緊急配備地点に来た白い乗用車に運転者の他、手配人相のうちの二人に似た若い男（後の裁判での被告人AとB）が乗っていたのを確認して、警察官は職務質問を始めた。その乗用車の後部座席にアタッシュケースとボウリングバッグがあった。
運転者の供述から、AとBを備中広瀬駅附近で乗せ、倉敷に向う途中であることがわかったが、AとBとは職務質問に対し黙秘した。これに容疑を深めた警察官らは自動車販売店の事務所を借り受け、二人を強く促して下車させ事務所内に連れて行き、住所・氏名を質問したが返答を拒まれた。そこで持っていたボウリングバッグとアタッシュケースの開披を求めたが、二人はこれも拒否した。その後警察官らが二人に対し繰り返しバッグとケースの開披を要求しても拒み続けるという状況が30分ほど続いた。
同日午前0時45分頃、容疑を一層深めた警察官らは質問を続ける必要があると判断し、Aは3人程度の警察官が取り囲み、Bは数人の警察官が引張るようにして事務所からパトカーに乗せて総社警察署に移動させ、引き続きC巡査部長らがAを質問し、D巡査長らがBを質問したが、二人は依然として黙秘を続けた。
D巡査長はBに対してボウリングバッグとアタッシュケースを開けるよう何回も求めたが、Bがこれを拒み続けたので、同日午前1時40分頃、Bの承諾を得ずにボウリングバッグを開けると大量の紙幣が見えた。続いてアタッシュケースを（鍵が開かなかったため）ドライバーでこじ開けたところ、こちらにも大量の紙幣があり、被害銀行の帯封のある札束も含まれていた。D巡査長はBを強盗被疑事件で緊急逮捕し、その場でボウリングバック・アタッシュケース・帯封一枚・現金等を差し押えた。大量の札束が発見されたことの連絡を受け、C巡査部長は職務質問中のAを同じく強盗被疑事件で緊急逮捕した。
なお、警察官職務執行法は、その2条1項において同項所定の者を停止させて質問することができると規定するのみで、所持品検査に関する規定はない。
そこで後の刑事裁判では被告側は、Bの明示の拒否があったにもかかわらず、ボウリングケースを開けて捜査したのは違法であり、かつアタッシュケースをこじ開けたのは令状なく捜索をしたものである等として、日本国憲法第35条1項・第31条等に違反するなどとして争った。しかし、第一審・控訴審ともこの主張を認めず、最高裁に上告した。弁護団には弘中惇一郎がいた。

## 裁判と判決

### 最高裁判所判例として
この事件の判決は、日本の最高裁判所の判例（最高裁昭和53年6月20日第三小法廷判決、刑集32巻4号670頁）となっており、職務質問に附随して行う所持品検査は所持人の承諾を得てその限度でこれを行うのが原則であるが、捜索に至らない程度の行為は、強制にわたらない限り、たとえ所持人の承諾がなくても、所持品検査の必要性、緊急性、これによって侵害される個人的法益と保護されるべき公共の利益との権衡などを考慮し、具体的状況のもとで相当と認められる限度において許容される場合があるとした。
本件においては、強盗事件として重大な犯罪であり所持品検査をする必要性緊急性が極めて高かったこと、鍵のかかっていないボウリングケースのチャックを開けて一瞥したに過ぎず、中身を取り出したりする等して捜索に至らない行為であったこと等の事情を考慮して、明示の拒否がありかつ警職法に明文の規定がなくても所持品検査を行うことを認めた。

### 判旨
上告棄却（全員一致）。
職務質問に附随して行う所持品検査は所持人の承諾を得てその限度でこれを行うのが原則であるが、捜索に至らない程度の行為は、強制にわたらない限り、たとえ所持人の承諾がなくても、所持品検査の必要性、緊急性、これによつて侵害される個人の法益と保護されるべき公共の利益との権衡などを考慮し、具体的状況のもとで相当と認められる限度において許容される場合がある。警察官が、猟銃及び登山用のナイフを使用しての銀行強盗の容疑が濃厚な者を深夜に検問の現場から警察署に同行して職務質問中、その者が職務質問に対し黙秘し再三にわたる所持品の開披要求を拒否するなどの不審な挙動をとり続けたため、容疑を確かめる緊急の必要上、承諾がないままその者の所持品であるバッグの施錠されていないチャックを開披し内部を一べつしたにすぎない行為は、職務質問に附随して行う所持品検査において許容される限度内の行為であり、このことによって、アタッシュケースをこじ開けたことはAの緊急逮捕手続に時間的場所的に接着しており、違法でなく、また、これらの行為によって得られた証拠の証拠能力はこれを認めることができる。
その他、明治公園爆弾事件における爆発物取締罰則の合憲性などについて従来の判例を踏襲し合憲としている。